# パイセンベルク
パイセンベルク (ドイツ語: Peißenberg) は、ドイツ連邦共和国バイエルン州オーバーバイエルン行政管区のヴァイルハイム＝ショーンガウ郡に属す市場町。この町は1919年までウンターパイセンベルクと称していた。

## 地理

### 位置
パイセンベルクはプファッフェンヴィンケル地方の中心部、ホーエン・パイセンベルク山とグッゲンベルク山との間のアルプス前山部、アンマー川左岸に位置している。この地域は鄙びた風情である。

### 隣接する市町村
隣接する市町村は、北から時計回りにヴェッソブルン（フォルスト地区とパーターツェル地区）、ポリング、オーバーハウゼン、ベービング、ホーエンパイセンベルクである。

### 自治体の構成
この町は、公式には 25の地区 (Ort) からなる。このうち小集落や孤立農場などを除く集落を以下に列記する。
- アイヒ
- パイセンベルク

### 気候
パイセンベルクの気候は比較的寒冷で、年間平均気温は7.5℃である。また、年間降水量は 1,200mm である。最も降水量が多いのは6月と7月であるが、1月も多くの降水が記録されている。降水日は160日あるが、この半分は雪である。

#### アンマー川の洪水
1999年にアンマー川は洪水を起こした。町自体には、いくつかの地下倉庫が水に浸かった以外に被害はなかった。しかし、浄水場近くのキャンプ場は完全に水没した。
2005年8月にも洪水があったが、堤防は1999年以降、高さが嵩上げされており無事であった。しかし工事中であったバイパスの、橋の橋脚が破壊された。また堤防が決壊し始めていたことも明らかとなった。そもそも6月から7月の間は上述の通り、雨の多い季節であり、洪水対策措置のために橋の建設工事は行われていなかった。やがて、アンマー川の水も引き、8月になって工事が再開されたところで洪水が起きたのである。キャンプ場はこの2005年の洪水でも大きな被害を受けた。

## 歴史
パイセンベルクにおける最も古い人の活動の痕跡は青銅器時代およびハルシュタット期のものである。ローマ時代やメロヴィング朝時代のコインも墳墓から出土している。最初の文献上の記録は、10世紀からこの地に所領を有していたベネディクトボイエルン修道院の11世紀の書類に遺されている。町の北西部に位置する、かつて「ズルツ」と呼ばれていた地区は温泉保養地として「クアオルト」の肩書きを得て「バート・ズルツ」となった。
パイセンベルクはバイエルン選帝侯領のミュンヘン会計局、ラウヘンレヒベルク地方裁判所に属した。バイエルンの行政改革に伴う1818年の市町村令により現在の自治体が成立した。パイセンベルクは1919年3月1日に市場町となった。

### 鉱山
ホーエン・パイセンベルク山での組織的な瀝青炭採掘は19世紀の初頭に始まった。その萌芽として、1580年に牧童が焚き火をしようとしたところ、突然地面全体が燃えたという記録がある。石炭需要の急速な増加に伴い、工業化の時代にはこの地下資源採掘が注目されるようになった。パイセンベルクは炭坑の町として発展し、坑道やボタ山は現在も見ることができる。こうした採炭の影響により、バート・ズルツの源泉が枯渇し、そのためクアオルトの肩書きは剥奪された。ピーク時には約3,500人が炭坑で働いていた。1927年からBHSがこの炭坑を経営した。1919年12月に、炭坑の爆発により15人の坑夫が亡くなった。この炭坑は、当時としては最新鋭の設備を有し、最先端の状態にあったにもかかわらず、1966年にまずハウスハムとペンツベルクの炭坑が閉鎖され、1971年にはとうとうパイセンベルクも閉山された。炭坑閉山により坑夫らに新しい職場を提供する必要から、この町に工場や商社が誘致された。この町は炭坑時代の施設を、鉱山博物館を設けるなどして、維持・保存している。

### 宗教
この町のローマ・カトリックの信者は8,500人を超え、人口の約70%を占める。プロテスタント信者は約1,500人である。残りは無宗教またはその他の宗教グループに属す。
中心となる教会は、北部の聖ヨハン教会、南部の聖バーバラ教会、プロテスタント・ルター派教会組織である。

### 町村合併
廃止されたザンクト・ゲオルク旧農場および、主に農地からなる村が緩やかに結びついていたアンマーヘーフェはバイエルン州の行政改革に伴い1978年に合併した。

### 人口推移
この町の人口推移は以下の通りである。
- 1939年 6,336人
- 1949年 8,340人
- 1959年 8,886人
- 1970年 9,693人
- 1978年 10,596人
- 1995年 11,658人
- 2000年 12,271人

## 行政

### 町長
第二次世界大戦後の第1町長は以下の通りである。
| 在職期間    | 町長                              | 政党 |
| ----------- | --------------------------------- | ---- |
| 1945 – 1946 | フリッツ・バイエルライン （委託） | ?    |
| 1946 – 1955 | ヨーゼフ・ツェルホッフ            | SPD  |
| 1955 – 1959 | ヨハン・バウトレクセル            | ?    |
| 1959 – 1972 | ハンス・ライボルト                | SPD  |
| 1972 – 1990 | マティアス・フュールラー          | SPD  |
| 1990 – 2008 | ヘルマン・シュニッツァー          | CSU  |
| 2008 – 2020 | マヌエーラ・ヴァンニ              | SPD  |
| 2020 –      | フランク・ツェルナー              | CSU  |

### 議会
町議会は、24議席からなる。

### 紋章
パイセンベルクの紋章には、かつて炭坑で使われていた道具であり、この町の鉱山の伝統を示す十字に組まれた金の柄を持つ2本のハンマーが描かれている。この他に3匹の蜂が描かれているが、これは昔、町域内で養蜂業が広く行われていたことを示している。また蜂は坑夫と住民達の勤勉さを象徴するものでもある。紋章の背景は黒である。これはこの町の発展にきわめて重要な役割を担った瀝青炭の色である。

### 姉妹都市
- サン・ブルヴァン・レ・パン（フランス、ロワール＝アトランティック県）1986年

サン・ブルヴァン・レ・パンは大西洋に面したフランスの町で、ロワール川河口に位置する。パイセンベルクからは約1,300km離れている。
この他、サヴォイア地方の村 Apremont とは1980年から交流が続けられ、非公式な友好都市の関係にある。

## 文化と見所

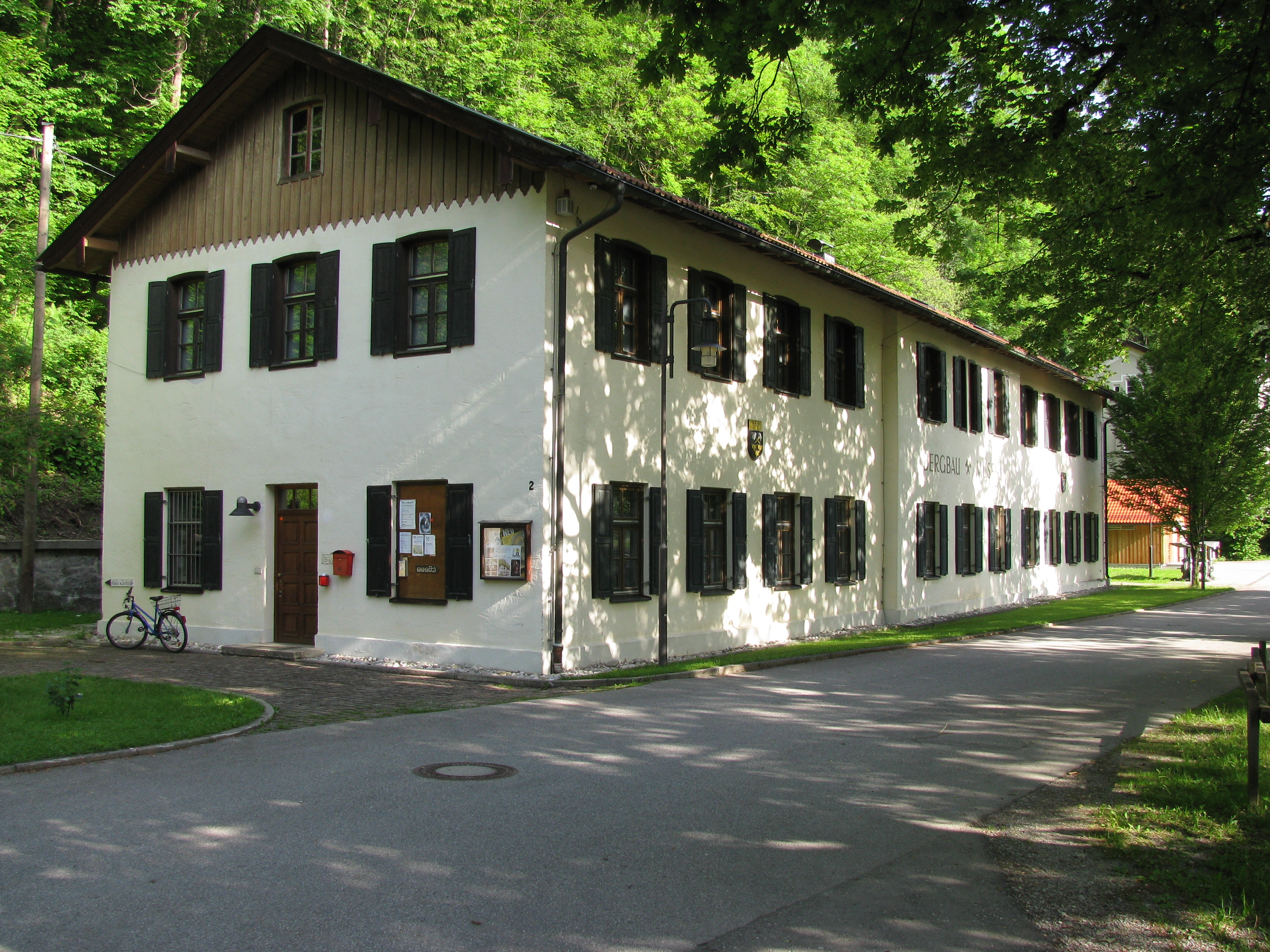
鉱山博物館

### 博物館
パイセンベルクには、瀝青炭採掘の時代を想起させる鉱山博物館がある。この博物館から古い坑道を見学することもできる。

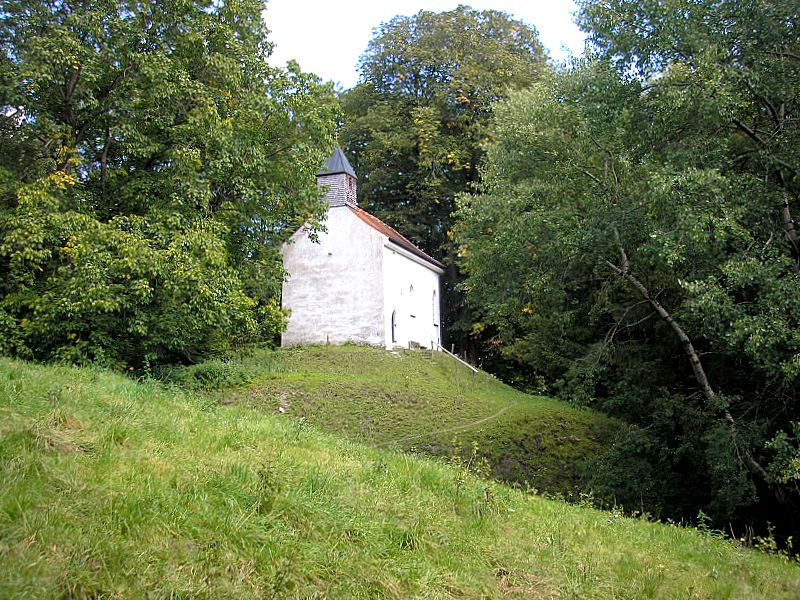
聖ゲオルク礼拝堂

### 建築
- パイセンベルクには中世の聖ゲオルク礼拝堂がある。これは私的な所有物だが、見学可能である。
- かつてのパイセンベルガー炭坑の作業ホールだったティーフシュトレンハレ（深い坑道のホール）は閉山後は催事場となっている。
- 連邦道沿いにシーフェ・ハウス（斜めの家）がある。この建物は湿地に坑夫が建てたもので、このため、時につれ傾いてきている。このため所有者は10年ごとに地面を掘り下げなければならなかった。現在、湿地は排水されているが、傾きはそのままである。
- 鉱山記念協会は炭坑夫を記念する礼拝堂をグッゲンベルクに有している。この礼拝堂の祭壇はかつての炭坑のトロッコを再利用している。この礼拝堂はクナッペンゲデヒトニス礼拝堂（炭坑夫記念礼拝堂）または、非公式な名称だがグッゲンベルク礼拝堂と呼ばれる。

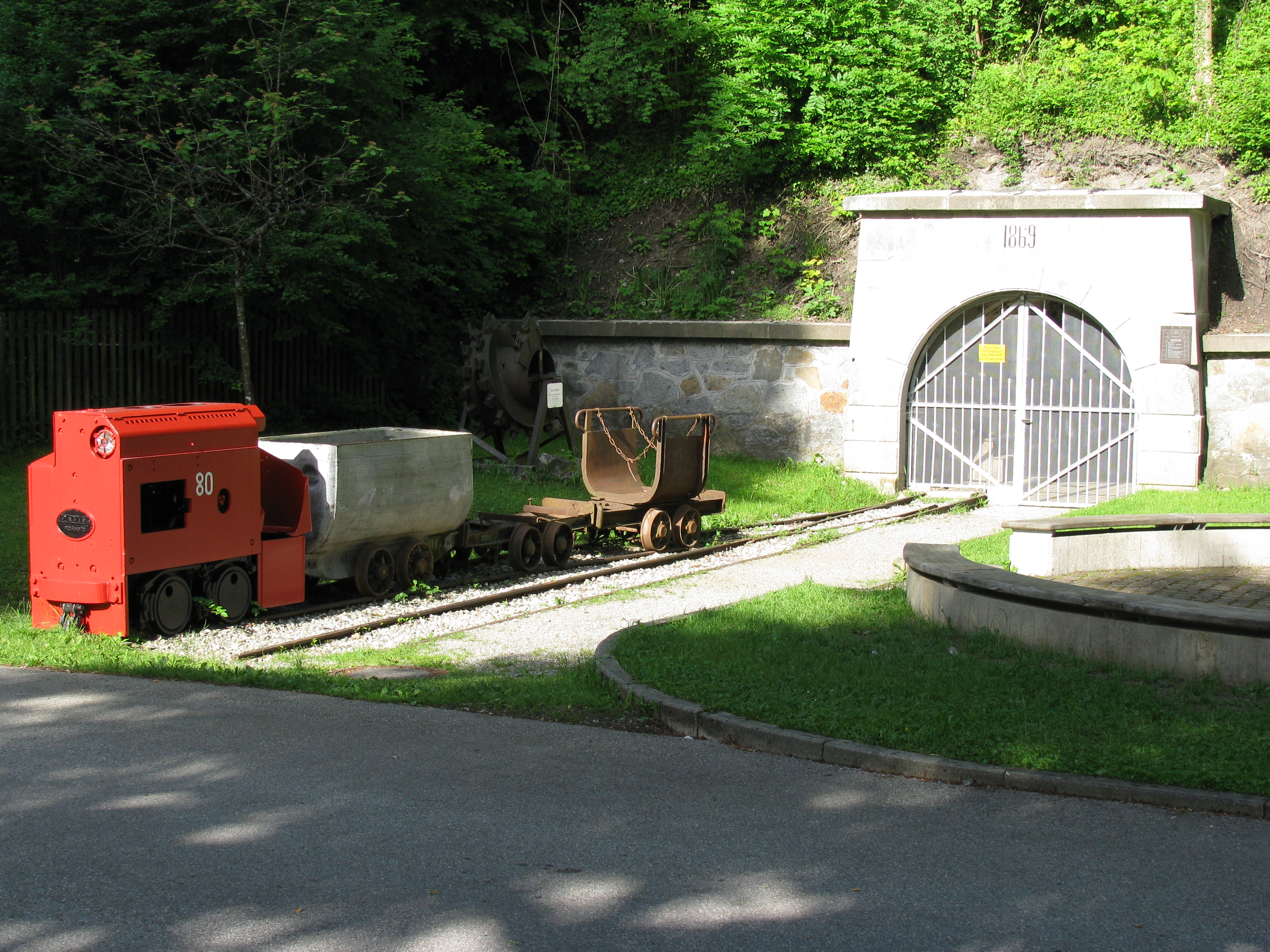
パイセンベルクガー炭坑の坑道
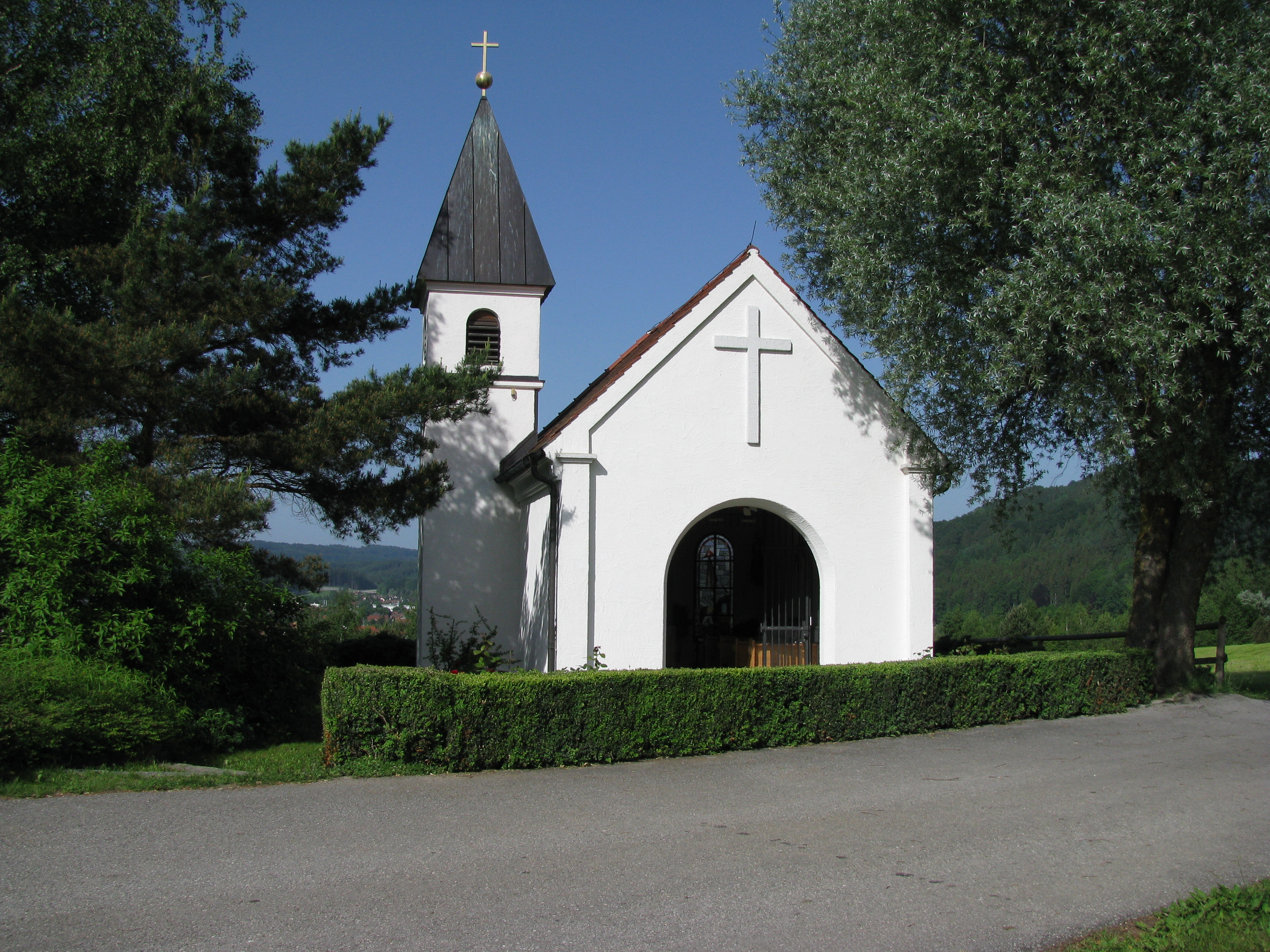
クナッペンゲデヒトニス礼拝堂

### 年中行事
- 毎年夏、7月中旬に、新ボタ山の住民祭広場で住民祭が開催される。
- 10月最後の日曜日には、約200頭の馬、馬車、ブラスバンドが参加するレオンハルトの騎乗パレードが開催される。

### 余暇とレクリエーション
パイセンベルクには、サッカースタジアム、2つの体育館、2つのトレーニング場があるスポーツ場がある。この他に、夏には多くのゲストを集める屋外プール「Rigi Rutsch'n」がある。アンマー川沿いのキャンプ場およびアンマー川自体もスイマーに人気である。さらにパイセンベルクのアイススタジアムは、冬期はアイスホッケーチーム TSVパイセンベルク、夏期はローリング・ベアーズとヴァイルハイム・ストリートキングスがプレイしている。

## 経済と社会資本

### 交通
パイセンベルク駅およびパイセンベルク北駅は、ショーンガウ - パイティング - ヴァイルハイム線の駅であり、ゲルテンドルフ経由でアウクスブルクに至る。この路線は炭坑のためにヴァイルハイム方面が電化されたのだが、炭坑廃止により架線は撤去され、それ以後近代化されていない。
町の中心部を、イルシェンベルクからマルクトオーバードルフに至る連邦道B472号線が通っている。2008年12月に中心部の交通量軽減のためのバイパス道路が開通した。この道路は南と東にこの街の中心部を迂回している。東にさほど遠くないフクルフィングを連邦道B2号線（ミュンヘン - ガルミッシュ＝パルテンキルヒェン）が走っている。最寄りのアウトバーンのインターチェンジは、この町から東に約30kmのジンデルスドルフにある。

### 教育
- 基礎課程学校 2校
- 本課程学校 1校
- 基礎課程・本課程学校 1校
- 国民学校 1校
- 州立実科学校 1校

## 人物

### 出身者
- マテウス・ギュンター（1705年 - 1788年）ロココの画家

### ゆかりの人物
- カール・シュピッツヴェク（1808年 - 1885年）画家。彼はバート・ズルツで湯治の際に最終的に画家になる決心をした。

## 引用
1. ↑  https://www.statistikdaten.bayern.de/genesis/online?operation=result&code=12411-003r&leerzeilen=false&language=de Genesis-Online-Datenbank des Bayerischen Landesamtes für Statistik Tabelle 12411-003r Fortschreibung des Bevölkerungsstandes: Gemeinden, Stichtag (Einwohnerzahlen auf Grundlage des Zensus 2011)
2. ↑  Bayerische Landesbibliothek Online
3. 1 2 3  Max Biller, Peißenberger Heimatlexikon, 2. erw. Auflage von 1984, Seite 438
4. ↑  Max Biller, Peißenberger Heimatlexikon, 2. erw. Auflage von 1984, Seite 440
5. ↑  vgl. Max Biller, Peißenberger Heimatlexikon, 2. erw. Auflage von 1984, Seite 132, mit Quellenverweis auf: Christine Erhard
6. 1 2  http://www.peissenberg.de/zahlen-fakten/bevoelkerungsstatistik/
7. ↑  Max Biller: Peißenberger Heimatlexikon, zweite erweiterte Auflage von 1984, Seite 248
8. ↑  vgl. Max Biller, Peißenberger Heimatlexikon, 2. erw. Auflage von 1984, Seite 176 ff (Stichwort: Bürgermeister)
9. ↑  http://www.peissenberg.de/virtuelles-rathaus/marktgemeinderat/gemeinderat/